# ضريح جوسادانغ
ضريح جوسادانغ (بالكورية: 영주 부석사 조사당) هو الكنز الوطني لكوريا الجنوبية رقم 19.

## معرض الصور

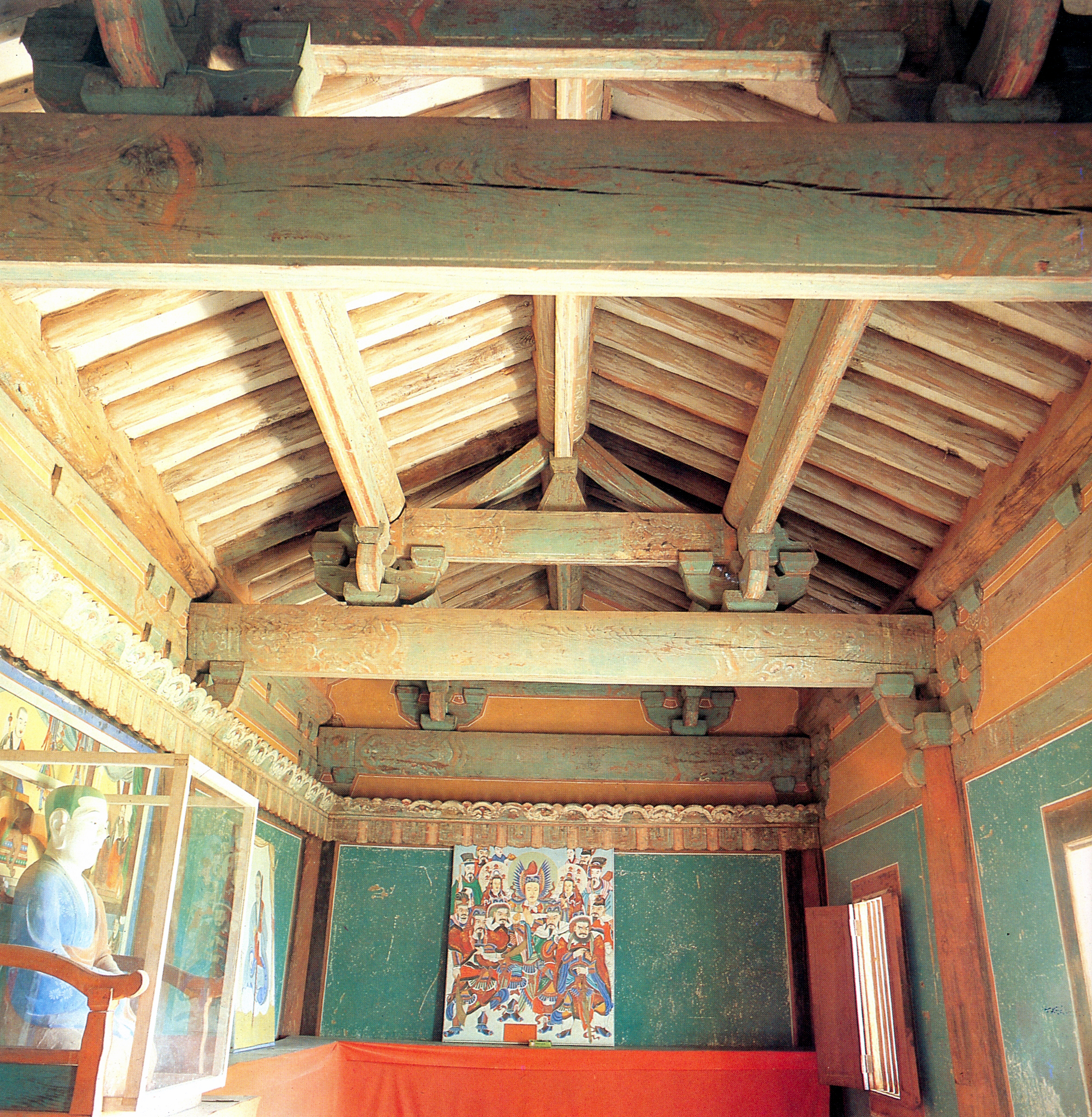
الضريح من الداخل
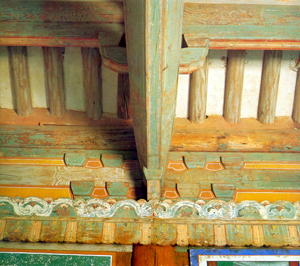
سقف الضريح
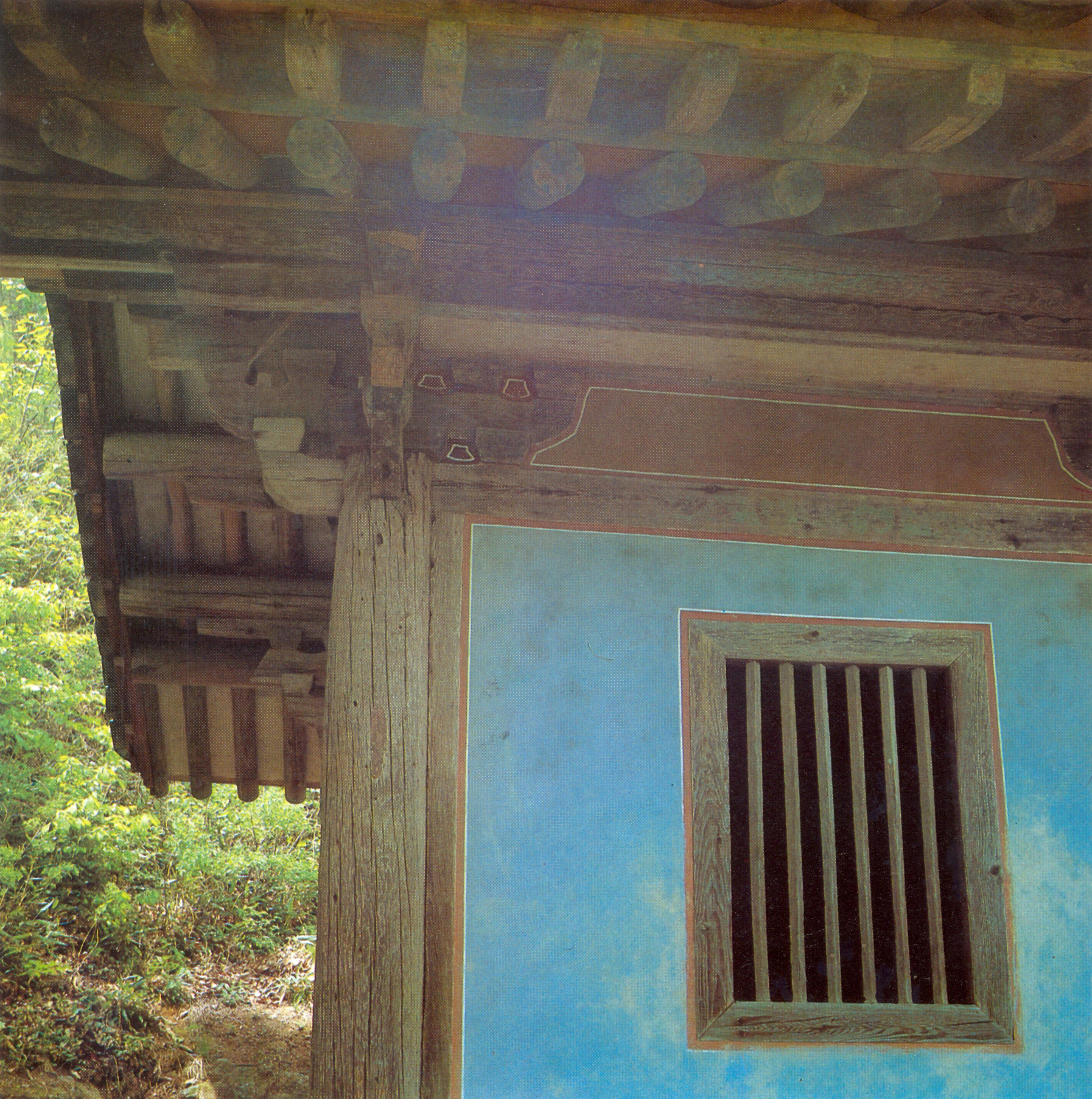